# Camille Van Hoorden

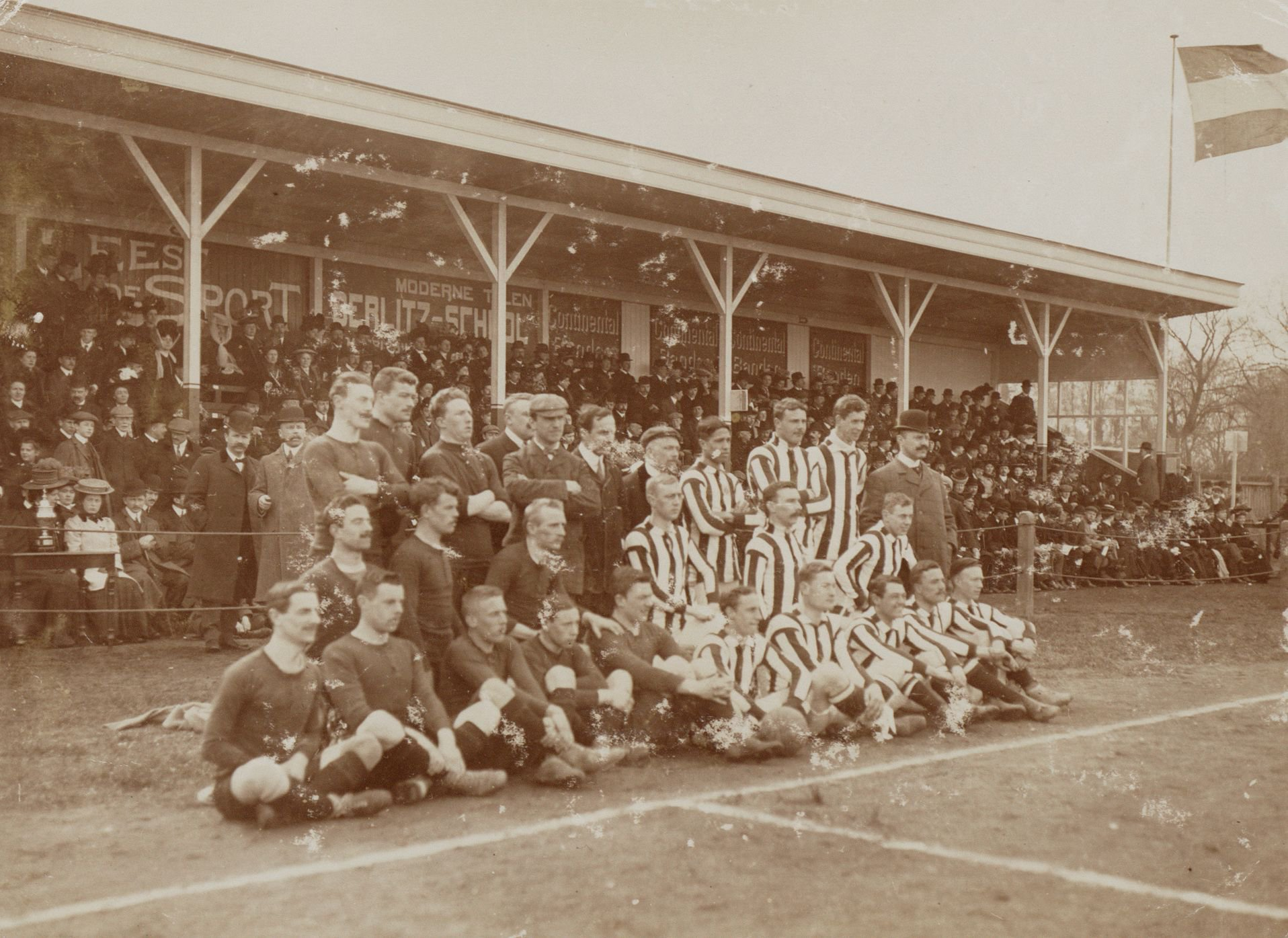
Van Hoorden in het Belgisch voetbalelftal (1908)

Camille Vanhoorden (1878 - 30 juli 1919) was een Belgisch voetballer die speelde als middenvelder. Hij voetbalde in Eerste klasse bij Sporting Club Brussel, Union FC d'Ixelles en Racing Club Brussel en speelde 24 wedstrijden met het Belgisch voetbalelftal.

## Loopbaan
Vanhoorden debuteerde bij de start van de Belgische voetbalcompetitie in 1895 als middenvelder in het eerste elftal van Sporting Club Brussel. Begin 1896 voetbalde hij even bij Union FC d'Ixelles maar de club degradeerde op het einde van het seizoen. Van Hoorde trok naar Racing Club Brussel. Hij verwierf er al dadelijk een basisplaats en met de ploeg werd Vanhoorden landskampioen in 1908 en won hij de allereerste Beker van België in 1912. In 1914 zette Van Hoorden een punt achter zijn spelersloopbaan en werd trainer van RC Mechelen. In 1915-1916 was hij trainer van Standard CL In totaal speelde hij 204 wedstrijden in Eerste klasse en scoorde hierbij 16 doelpunten. Hij overleed na een caféruzie met een messteek.
In 1900 was Vanhoorden als reservespeler van de voetbalploeg van de universiteit van Brussel aanwezig op de Olympische Zomerspelen 1900 in Parijs. De ploeg behaalde de bronzen medaille maar hij speelde niet mee.
Vanaf de allereerste officiële interland van het Belgisch voetbalelftal in 1904 werd Vanhoorden geselecteerd. Hij speelde tussen 1904 en 1912 24 wedstrijden en was in 11 wedstrijden de aanvoerder. In totaal scoorde hij vier doelpunten voor de nationale ploeg.

## Palmares

### Club

#### Racing Club Bruxelles[2]
- Eerste Klasse: 1907-08
- Beker van België: 1912

### International

#### België
- Olympische Spelen: 1900 (brons)[3]

### Individueel
- Voormalig Belgisch recordinternational: 1912-1928 (24 caps)[4]